# Zack Steffen
Zackary Thomas Steffen, född 2 april 1995, är en amerikansk fotbollsmålvakt som spelar för Colorado Rapids. Han representerar även USA:s landslag.

## Klubbkarriär
Den 22 juli 2016 värvades Steffen av Major League Soccer-klubben Columbus Crew. och i december 2018 av Manchester City, där han skrev på ett fyraårskontrakt med start från juli 2019. Den 9 juli 2019 lånades Steffen ut till Fortuna Düsseldorf på ett låneavtal över säsongen 2019/2020. Den 19 juli 2022 lånades Steffen ut till Middlesbrough på ett låneavtal över säsongen 2022/2023.
I januari 2024 återvände Steffen till USA och skrev på ett treårskontrakt med option på ytterligare ett år med Colorado Rapids.

## Landslagskarriär
Steffen debuterade för USA:s landslag den 28 januari 2018 i en 0–0-match mot Bosnien och Hercegovina, där han blev inbytt i halvlek mot Bill Hamid.